# Vuelta Ciclista del Paraguay 2010
La 9.ª edición de la Vuelta Ciclista del Paraguay (también denominada Vuelta del Bicentenario), se desarrolló entre el 2 y el 5 de diciembre de 2010.
Luego de 9 años de ausencia volvió a disputarse la prueba, está vez ubicada dentro del calendario del UCI America Tour. El recorrido contó con una contrarreloj inicial y 3 etapas en carretera, teniendo las 2 últimas la ciudad de Pedro Juan Caballero como punto de partida y de llegada.
Participaron 5 equipos paraguayos más una selección del departamento central, al que se le sumaron 3 equipos argentinos, 3 brasileños y un equipo uruguayo.
El ganador fue el uruguayo Luis Alberto Martínez del equipo Porongos, siendo el cuarto uruguayo en lograr la victoria en tierras guaraníes. El equipo uruguayo Porongos, (originario de la ciudad de Trinidad, Flores), acaparó la mayoría de las clasificaciones ya que obtuvo la clasificación por equipos, las metas esprínter y las 4 primeras posiciones de la clasificación general individual, mientras que el argentino Cristian Brizuela se quedó con la clasificación de la montaña y sub-23. Entre los ciclistas paraguayos, el mejor ubicado fue Gustavo Miño quién culminó octavo a 5' 41" del líder.

## Equipos participantes
| - Paraguay Cycles Club - Club Ciclista Durapleg - Selección Dpto. Central de Paraguay - Universidad Autónoma de Asunción - Universidad del Pacífico - Club Ciclista San Lorenzo | - Selección NEA Argentina - Start Cycling Team - Araujo Competición-Bragado | - Club Dataro de Ciclismo - Clube Bike Scola - GF Ciclismo/ Mercobike.com/ Unilance |